# 中山纪念中学
中山纪念中学（Sun Yat-sen Memorial Secondary School），简称为纪中或中山纪中，位于中国广东省中山市南朗镇翠亨村，是一所全日制普通高中。中山纪念中学由孙科秉承其父孙中山先生“谋建设培人才为富强根本”的遗愿而创办，初名“总理故乡纪念中学校”；1934年学校建成，面向全国招生。1949年，学校改名为“中山纪念中学”。现校名由国家名誉主席宋庆龄于1978年亲笔题写。1953年被教育部确定为广东省首批七所重点中学之一；1994年被确定为首批省一级学校；2006年、2007年，均以全省最高分通过广东省首批国家级示范性普通高中的初评和复评验收。2016年孙中山诞辰150周年，中山纪念中学正门牌坊图案入选国家邮政总局发行的《孙中山诞生一百五十周年》纪念邮票。
中山纪念中学先后获“全国文明单位”、“首批全国文明校园”、“首批全国教育系统先进集体”、“全国精神文明建设先进单位”、“全国绿色学校”、“全国中小学德育工作先进集体”、“全国德育工作先进学校”、“全国中小学和谐校园创建活动先进学校”、“全国体卫工作先进集体”、“全国优秀青少年体育俱乐部”、“全国群众体育先进单位”、“首批广东省文明校园”、“广东省先进集体”、“广东省文明单位”、“广东省安全文明校园”、“广东省书香校园”、“广东省绿色学校”、“首批广东省中学生志愿服务示范校”、“首批广东省青少年科学教育特色学校”、“广东省中小学心理健康示范学校”、“广东省优秀现代教育技术实验学校”、“广东省普通高中教学水平优秀学校”、“中山市十大模范集体”等几十项全国及省、市级荣誉称号。

## 校史沿革

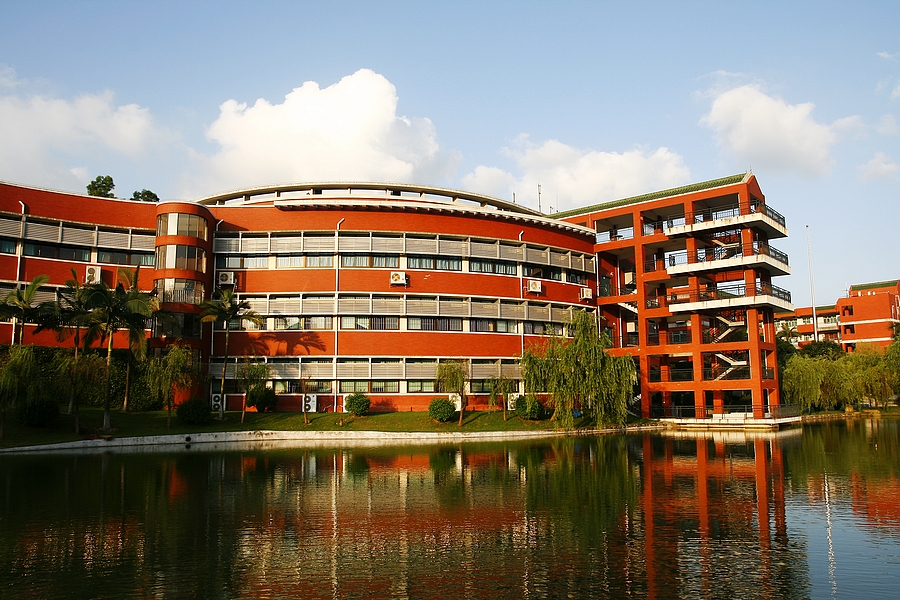
图书馆

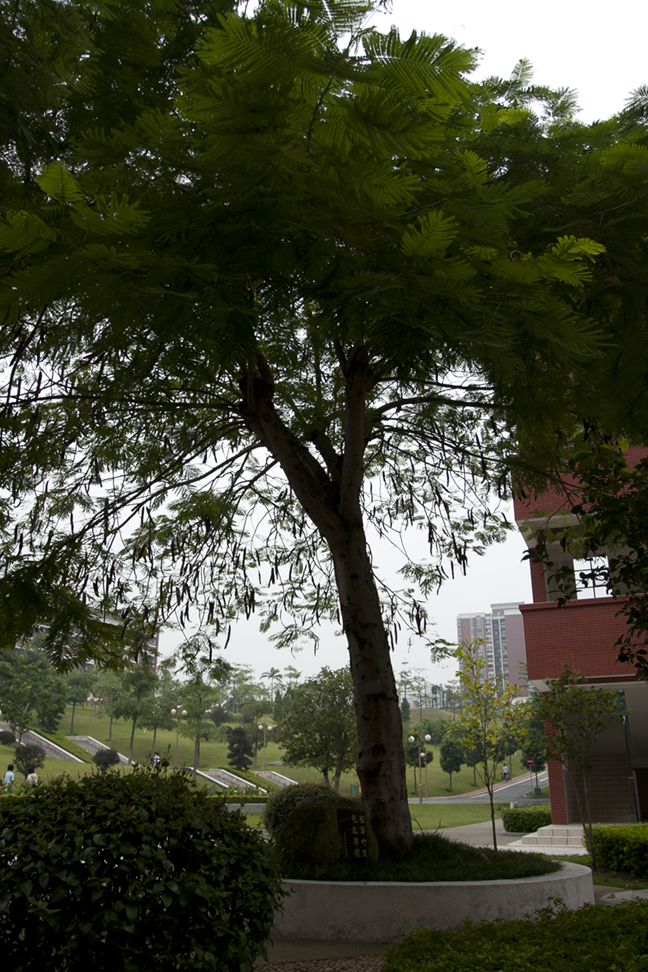
种植于高三学堂的一株凤凰花。凤凰花是该校的校花。

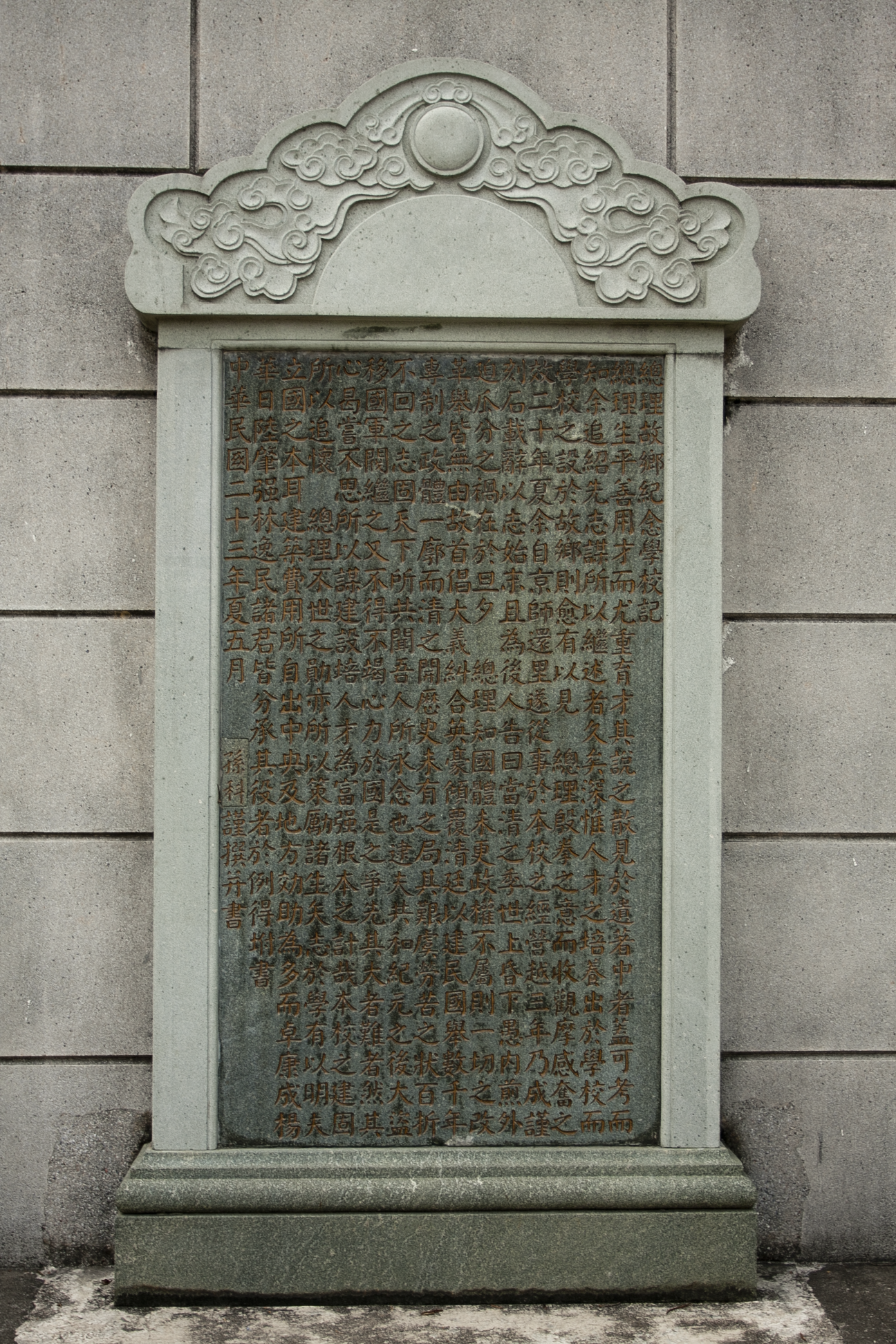
位于逸仙堂前的校记碑，碑文说明了该校建校的由来。

1929年9月28日，孙科提议在翠亨乡建立“总理故乡纪念中学校”，孙科先生亲领筹办之责。中山纪念中学于1931年11月27日奠基建设，奠基石上镌刻：总理故乡中山纪念学校。学校的建设用地主要为孙家祖地和孙家坟场，并占用拆毁了孙氏宗祠，1933年校舍基本建成，1934年学校建成，奉准备案开学，八月在各地招生，九月开课，当时学校的名字叫作私立总理故乡纪念中学校，第一任校长为黄中廑，部分校舍借给了中山县乡村师范学校，由纪中校长兼任乡师校长。
当时中山纪念中学与浙江武岭学校（1927年由蒋介石创办）和福建集美学校（1913年由陈嘉庚创办）形成“三校鼎立”之势，纪中是其中公认的佼佼者，以其不同凡响的背景傲视全国。1937年1月，即奉教育厅训令核准立案，并领发校钤。同年七月参加毕业会考，高中三年级全数及格毕业。1938年9月，中山县沦陷，学校迁澳门松山白头马厩“白宫”办学，附小设在南海“八角亭”对面。1947年3月，抗战胜利后，学校迁回中山翠亨校舍上课。1949年9月，中山大地上的第一面五星红旗在纪中校园升起，不久，学校改名为：中山纪念中学。
1953年，学校被确定为广东省七所重点中学之一。1978年，学校重新被确定为广东省重点中学。1994年，被评为广东省首批省一级学校。2006年，学校通过广东省首批国家级示范性高中的评审验收。此外，中山纪念中学还创办于中山市纪中雅居乐凯茵学校和中山纪念中学三鑫双语学校：中山市纪中雅居乐凯茵学校是一所创办于2011年的寄宿制民办学校。中山纪念中学三鑫双语学校是一所创办于2001年的寄宿制民办学校。

## 历任校长
| 任职时间              | 职务                   | 姓名                   |
| --------------------- | ---------------------- | ---------------------- |
| 1934年8月–1936年7月   | 校长                   | 黄中廑                 |
| 1936年8月–1936年10月  | 校长                   | 杨国荃                 |
| 1936年11月–1946年8月  | 校长                   | 孙科                   |
| 1936年10月–1938年10月 | 代理校长               | 司徒优                 |
| 1938年10月–1946年8月  | 代理校长               | 戴恩赛                 |
| 1946年8月–1947年7月   | 校长                   | 冯百砺                 |
| 1947年8月–1950年3月   | 校长                   | 唐颖波                 |
| 1950年3月–1953年8月   | 校长                   | 江士骙                 |
| 1953年9月–1954年8月   | 校长                   | 张华京                 |
| 1954年3月–1966年6月   | 校长                   | 江士骙                 |
| 1966年6月–1968年11月  | 工作队、宣传队进驻学校 | 工作队、宣传队进驻学校 |
| 1968年11月–1970年4月  | 革委会主任             | 杨悦生                 |
| 1970年4月–1972年8月   | 革委会主任             | 黄伯弟                 |
| 1972年8月–1978年8月   | 革委会主任             | 吴景星                 |
| 1972年8月–1978年8月   | 校长                   | 吴景星                 |
| 1978年8月–1980年9月   | 校长                   | 沈大启                 |
| 1980年9月–1988年9月   | 兼校长                 | 沈大启                 |
| 1980年9月–1984年9月   | 副校长（主理学校工作） | 李庆余                 |
| 1984年4月–1984年9月   | 副校长（主理学校工作） | 陈泽生                 |
| 1984年9月–1988年9月   | 副校长                 | 姚本棠                 |
| 1988年9月–1996年1月   | 校长                   | 姚本棠                 |
| 1987年9月–1992年9月   | 张镇鎏                 |                        |
| 1987年9月–1992年9月   | 张镇鎏                 | 副校长                 |
| 1991年10月–1996年1月  | 副校长                 | 贺优琳                 |
| 1996年1月–2015年10月  | 校长                   | 贺优琳                 |
| 2015年10月至今        | 校长                   | 林加良                 |

## 招生概况
学校自办学初时起就进行初中、高中的招生，其中初中部又被称作“中山中学”，学校自2002年秋季学期起停止初中部招生工作，只进行高中部的招生。目前又重办了初中部。从2008年开始，纪中进行扩招，高中部每年招收计划内学生大约1800人，大约分成30个班。另开设境外班（港澳台同胞）1个。
中山纪念中学现有120个教学班，其中高中93个班，初中27个班，在校学生6300余人，是一所全寄宿制的完全中学。

## 景点

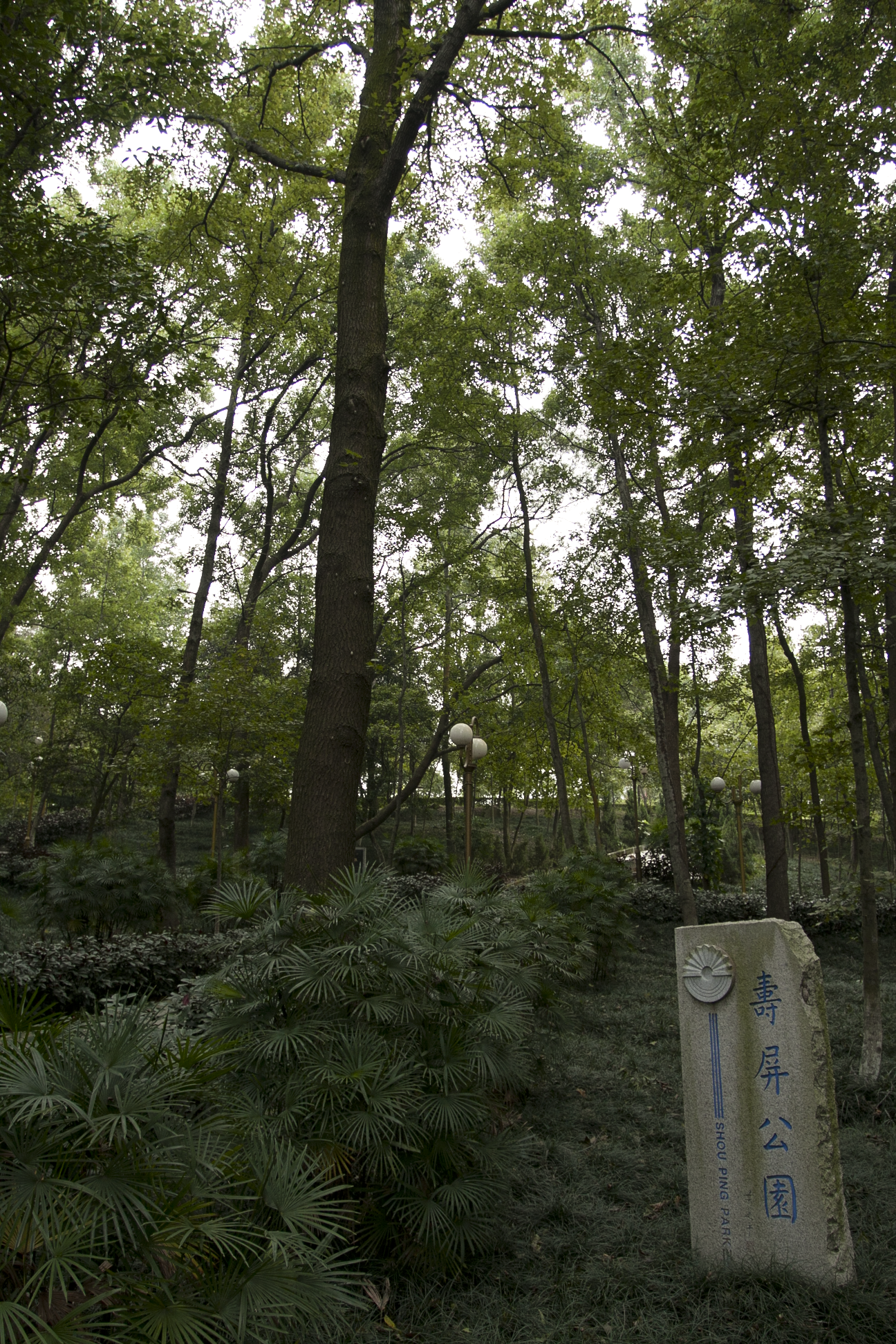
寿屏公园位于学校后山，是为纪念孙中山兄長孫眉（字壽屏）而立。

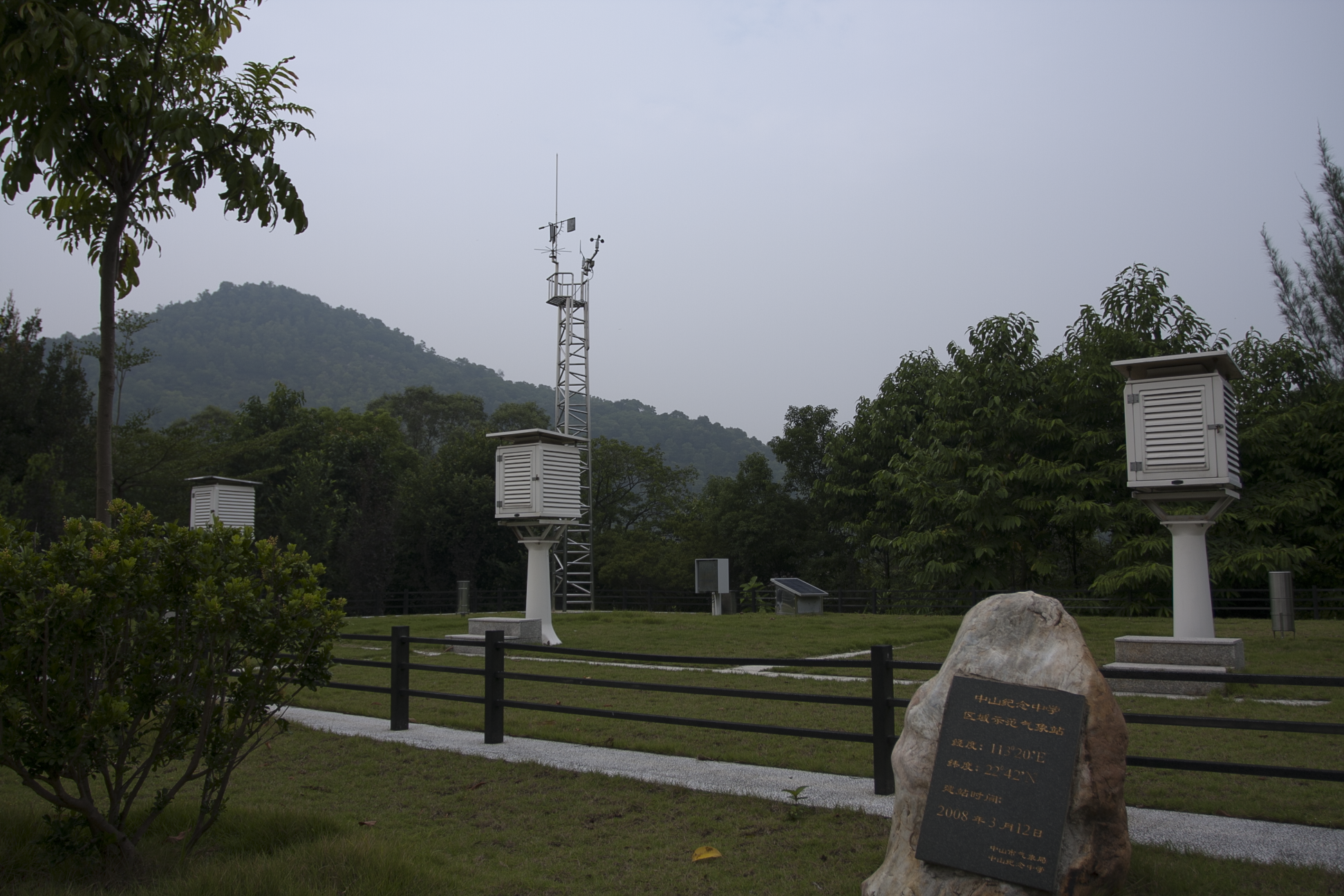
与中山市气象局共建的气象观测站。

校内有多处受保护文物，也有气象观测站等设施。